# Binyamin Ben-Eliezer
Binyamin Fuad Ben-Eliezer (Basora, Irak, 12 de febrero de 1936-Tel Aviv, Israel, 28 de agosto de 2016) fue un político israelí y militar de origen judío iraquí. Desempeñaba un puesto de miembro por el Partido Laborista Israelí en la Knéset, y ocupó varios cargos ministeriales como ministro de Industria, Comercio, Trabajo, ministro de Defensa y vice primer ministro, entre otros.

## Biografía
Nació en Basora, en el sur de Irak, como Fuad, hijo de Saleh y Farha. Ben-Eliezer hizo aliyá a Israel en 1950 adoptando el nombre hebreo de Binyamin. Se alistó a las Fuerzas de Defensa de Israel en 1954 y se convirtió en un soldado de carrera. Fue comandante en la guerra de los Seis Días y en la guerra de Yom Kipur, fue herido en la guerra de Desgaste. En 1977 fue nombrado primer oficial al mando en el sur del Líbano. Gobernador militar en el Área de Judea y Samaria (1978-1981) y coordinador de las actividades gubernamentales en los territorios desde 1983 hasta 1984. Completó su servicio militar con el rango de general de brigada. Fue elegido por primera vez para la Knéset en 1984 en la lista del partido Yahad. El 13 de julio de 1992 fue nombrado ministro de vivienda y construcción por el gobierno de Yitzhak Rabin. Conservó su escaño en las elecciones de 1996, pero perdió su puesto en el gabinete y pasó a la oposición. Tras la victoria de Ehud Barak en las elecciones de 1999, Ben-Eliezer regresó al gabinete como vice primer ministro y ministro de Comunicaciones. Desde el 11 de octubre de 2000 hasta el 3 de marzo de 2001 también ocupó el cargo de ministro de vivienda y construcción. Después de la victoria de Ariel Sharón en las elecciones de 2001 fue nombrado ministro de defensa y fue líder del partido laborista tras la renuncia de Barak hasta que Amram Mitzna fue elegido en 2002. Dejó el cargo el 2 de octubre de 2002 cuando el Partido Laborista se retiró de la coalición.
Reelegido nuevamente en 2003, Ben-Eliezer fue elegido ministro de infraestructura nacional el 10 de enero de 2005 cargo que ocupó hasta el 23 de noviembre de ese mismo año, cuando el partido laborista dejó el gobierno. En las elecciones para la dirección del partido laborista del 9 de noviembre de 2005 quedó en tercera posición con un 16,8 % de los votos, detrás de Amir Peretz y Shimon Peres. Conservó su asiento de nuevo en las elecciones de 2006 y fue designado ministro de infraestructura nacional por el gobierno de Ehud Olmert.
En marzo de 2007 se vio obligado a cancelar un viaje a Egipto después de haber sido advertido por la inteligencia egipcia de que él podría ser arrestado, cuando los medios de comunicación egipcios y la oposición lo implicaron en la masacre de 250 prisioneros de guerra egipcios durante la guerra de los Seis Días en un documental israelí. Sin embargo las acusaciones no fueron demostradas fehacientemente. Fue reelegido de nuevo en las elecciones de 2009 y nombrado ministro de industria, comercio y trabajo. Dimitió del gabinete cuando Ehud Barak abandonó el partido laborista en enero de 2011.
Ben-Eliezer fue considerado un halcón en la política exterior y fue uno de los principales arquitectos de la invasión del Líbano, así como un fuerte defensor de la Operación Escudo Defensivo. Abogó por detener las conversaciones de paz con los palestinos hasta que no se acabara la violencia contra los israelíes.
Vivía en Rishon LeZion, estaba casado y tuvo cinco hijos. Algunas de sus nietas viven en Estados Unidos. Hablaba con fluidez el hebreo, el árabe y el inglés.
En marzo de 2011 sufrió una neumonía y estuvo en coma inducido durante una semana, no obstante, se recuperó satisfactoriamente. Fue reelegido en las elecciones parlamentarias de 2013, pero dimitió de la Knéset por motivos de salud en diciembre de 2014, siendo sustituido por Raleb Majadele.

## Visiones políticas
Ben-Eliezer es considerado un halcón en la política exterior y fue uno de los principales arquitectos de la invasión de Líbano así como un fuerte defensor de la operación escudo defensivo. Defendió interrumpir las conversaciones de paz con los palestinos hasta que terminara la violencia contra los israelíes, aunque creía que hasta que no se dejara de utilizar el terrorismo como arma política, no debería haber un compromiso en las conversaciones sobre el estatuto definitivo de la Autoridad Nacional Palestina.
Ben-Eliezer advirtió en 2012: "Hasta ahora los palestinos se han mantenido en silencio, pero un día se despertarán y la explosión ocurrirá, la gente no puede aceptar estar bajo un régimen militar durante 50 años".